# Aurora arc
『aurora arc』（オーロラ・アーク）は、BUMP OF CHICKENのメジャー7作目、通算9作目のオリジナルアルバム。2019年7月10日にトイズファクトリーから発売された。

## 解説
前作『Butterflies』から約3年5ヶ月ぶり、元号が令和に改められてからは初めてのオリジナルアルバムとなった。通常盤、初回限定盤A（DVD付属）、初回限定盤B（Blu-ray付属）の3形態での発売となり、初回限定盤A・Bには2018年12月28日に出演したCOUNTDOWN JAPAN 18/19のライブ映像およびミュージックビデオ全11曲が収録されている。また、3形態とも、初回生産分にはロゴステッカーが特典として封入されるほか、本作をCDショップやオンラインショップで予約または購入すると、先着でオリジナル特典（A5サイズのクリアファイル）がプレゼントされた。
収録曲は14曲（無音・隠しトラック除く）で、そのうち9曲がシングル曲（配信限定でリリースされた楽曲も含む）となっている。タイアップ曲数も11曲と過去のアルバムに比べ非常に多い。ミュージック・ビデオが制作された楽曲数は12曲で、これも過去最多となっている。なお、「月虹」を除く11曲のMVはYouTubeで公開されている。
本作のアートワークは、デザイナーのVERDYが率いるVK DESIGN WORKSと、写真家の太田好治による共作。太田がカナダ・イエローナイフにて撮影したオーロラの写真の上に、VK DESIGN WORKSによるロゴが描かれたデザインとなっている。なお、同梱されるブックレットにはオーロラ撮影に同行したメンバーの写真が収録される。
本作を提げ、2019年7月12日よりツアー「aurora ark」が開催された（後述）。

## チャート成績
オリコンチャートでは、2019年7月22日付週間アルバムランキングおよびデジタルアルバムランキングの2部門で初登場1位を獲得（初週20.2万枚、1.4万ダウンロード）。週間アルバム部門での首位獲得は前作『Butterflies』に続いて4作連続7作目のことであったが、週間デジタルアルバム部門での首位獲得はバンド初のことであった。また、CD売上、デジタル配信、ストリーミング配信のポイントを合算した「週間合算アルバムランキング」でも初登場1位を獲得した。さらに、2019年7月度において月間2位、2019年度において年間11位を記録しており自己最高のアルバム年間順位となった。
Billboard JAPANでは、7月22日付の週間CDアルバムセールスチャートの「Top Albums Sales」、ダウンロードアルバムチャート「Download Albums」で1位を記録（初週売上198,254枚、ダウンロード数は14,625DL）。総合アルバムチャートである「Hot Albums」でも首位を獲得した。なお、「Hot Albums」では、同チャートを構成する3つの指標（CDセールス、PC読み取り回数、ダウンロード）がすべて1位となったが、これは2019年発売のアルバムでは3例目となった。また、2019年度の年間チャート（「Hot Albums of the Year 2019」）では10位を記録した。
収録曲単位では、「月虹」が7月22日付の「Billboard JAPAN Download Songs」で初登場1位（17,315ダウンロード）を獲得したほか、「新世界」も同チャートで10位を記録している。

## 収録内容
| 全作詞・作曲: 藤原基央、全編曲: BUMP OF CHICKEN。 |                    |          |            |      |
| #                                                 | タイトル           | 作詞     | 作曲・編曲 | 時間 |
| 1.                                                | 「aurora arc」     | 藤原基央 | 藤原基央   | 2:06 |
| 2.                                                | 「月虹」           | 藤原基央 | 藤原基央   | 4:47 |
| 3.                                                | 「Aurora」         | 藤原基央 | 藤原基央   | 4:39 |
| 4.                                                | 「記念撮影」       | 藤原基央 | 藤原基央   | 4:42 |
| 5.                                                | 「ジャングルジム」 | 藤原基央 | 藤原基央   | 6:28 |
| 6.                                                | 「リボン」         | 藤原基央 | 藤原基央   | 4:31 |
| 7.                                                | 「シリウス」       | 藤原基央 | 藤原基央   | 4:22 |
| 8.                                                | 「アリア」         | 藤原基央 | 藤原基央   | 6:16 |
| 9.                                                | 「話がしたいよ」   | 藤原基央 | 藤原基央   | 4:19 |
| 10.                                               | 「アンサー」       | 藤原基央 | 藤原基央   | 5:20 |
| 11.                                               | 「望遠のマーチ」   | 藤原基央 | 藤原基央   | 4:18 |
| 12.                                               | 「Spica」          | 藤原基央 | 藤原基央   | 4:15 |
| 13.                                               | 「新世界」         | 藤原基央 | 藤原基央   | 3:45 |
| 14.                                               | 「流れ星の正体」   | 藤原基央 | 藤原基央   | 5:11 |
| 合計時間:                                         | 合計時間:          | 64:59    |            |      |

- 隠しトラックとして「ぱやぱぱエース」が収録されている。また、「ぱやぱぱエース」の前には無音のトラックが4曲挿入されており、隠しトラックおよび無音のトラックを含めた本作の収録曲数は「19」となる[注 1]。この「19」は本作の発売年（2019年）の下2桁と同じであるが、この一致が意図したものかどうかは不明である。

### 初回限定盤映像

#### COUNTDOWN JAPAN 18/19 ライブ映像
2018年12月28日に出演したCOUNTDOWN JAPAN 18/19で演奏した全10曲が収録される。
| #   | タイトル                         | 作詞 | 作曲・編曲 |
| --- | -------------------------------- | ---- | ---------- |
| 1.  | 「スノースマイル」               |      |            |
| 2.  | 「望遠のマーチ」                 |      |            |
| 3.  | 「記念撮影」                     |      |            |
| 4.  | 「話がしたいよ」                 |      |            |
| 5.  | 「ギルド」                       |      |            |
| 6.  | 「虹を待つ人」                   |      |            |
| 7.  | 「天体観測」                     |      |            |
| 8.  | 「ray」                          |      |            |
| 9.  | 「メーデー」(アンコール)         |      |            |
| 10. | 「ガラスのブルース」(アンコール) |      |            |

#### ミュージックビデオ
「月虹」はアニメ『からくりサーカス』との、「新世界」はロッテ創業70周年記念スペシャルアニメとコラボしたアニメーション映像が収録される。
| #   | タイトル                     | 作詞 | 作曲・編曲 |
| --- | ---------------------------- | ---- | ---------- |
| 1.  | 「アリア」                   |      |            |
| 2.  | 「アンサー」                 |      |            |
| 3.  | 「リボン」                   |      |            |
| 4.  | 「記念撮影」(リリックビデオ) |      |            |
| 5.  | 「望遠のマーチ」             |      |            |
| 6.  | 「シリウス」                 |      |            |
| 7.  | 「Spica」(リリックビデオ)    |      |            |
| 8.  | 「話がしたいよ」             |      |            |
| 9.  | 「Aurora」                   |      |            |
| 10. | 「月虹」                     |      |            |
| 11. | 「新世界」                   |      |            |

## 楽曲解説
1. aurora arc
インストゥルメンタル曲。再生時間は2分06秒。この再生時間を表す「206」という数は、本作のジャケットに使用されているオーロラの写真が撮影されたイエローナイフの標高（206メートル）と同じである。しかしメンバーによるとこれは意図していなかったとのことで、メンバーはこの事実を自身のラジオ番組「PONTSUKA!!」に寄せられたお便りで知ることとなった[11]。
「TOUR 2019 aurora ark」では全公演SEとして使用され、ドーム公演では中盤のインタールードとしても使用された。
2. 月虹
「げっこう」と読む。テレビアニメ『からくりサーカス』第1期OP、及び第3期ED。
「月虹」とは本来、夜間に月の光により生じる虹のことを指す語であるが、藤原は本曲のタイトルを決める際「月虹」という言葉の存在を知らず、「月と虹を合わせたもの」という意味の造語のつもりでタイトルを決めた（その後Googleで検索したところ、すでに存在する単語であることを知ったという）。そのため、この曲の「月虹」は上記の現象を指すものではない[要出典]。
ライヴでこの曲を披露する際には直井は5弦ベースを使用している。
「TOUR 2019 aurora ark」では「シリウス」と日替わりで演奏された。
3. Aurora
12th配信限定シングル。
日曜劇場「グッドワイフ」主題歌。
アルバム発売当初はテレビ出演がなかったが、2021年2月27日に放送された「SONGS」にて当時活動休止中の直井を除く3人で披露された。
4. 記念撮影
9th配信限定シングル。
日清カップヌードル「HUNGRY DAYS アオハルかよ。」テレビCMソング。
5. ジャングルジム
藤原による弾き語りの楽曲。
他の楽曲はシングルとしてリリースされたり、タイアップで使用されたりするなど何らかの形で発表されていたが、「ジャングルジム」と「aurora arc」（および隠しトラック）は本作発売まで発表されていなかった。
2021年11月現在ライブでは未演奏である。
6. リボン
8th配信限定シングル。
スマートフォン「Galaxy S8 - 昨日までを、超えてゆけ」テレビCM/ウェブCMソング。
アニメ映画「思い、思われ、ふり、ふられ」挿入歌。
アニメ映画「星つなぎのエリオ」日本版エンディング曲。
7. シリウス
25thシングル「話がしたいよ/シリウス/Spica」2曲目。
テレビアニメ『重神機パンドーラ』OP。
ライヴでこの曲を披露する際には直井は5弦ベースを使用している。
「TOUR 2019 aurora ark」では「月虹」と日替わりで演奏された。
8. アリア
6th配信限定シングル。
特記はないがアルバムバージョンで、シングルバージョンにないアウトロが追加されている。
TBS系ドラマ『仰げば尊し』主題歌。
9. 話がしたいよ
25thシングル「話がしたいよ/シリウス/Spica」1曲目。
映画『億男』主題歌。
10. アンサー
7th配信限定シングル。
ミックスがシングルとは異なっている。
テレビアニメ『3月のライオン』OP（10月 - 12月期）。
11. 望遠のマーチ
10th配信限定シングル。
ガンホーのスマートフォン向けゲーム「妖怪ウォッチ ワールド」CMソング。
12. Spica
25thシングル「話がしたいよ/シリウス/Spica」3曲目。
テレビアニメ『重神機パンドーラ』ED（第2話より）。
13. 新世界
ロッテ創業70周年記念スペシャルアニメーション『ベイビーアイラブユーだぜ』テーマソング。
同アニメーションは川村元気が企画・プロデュース、松本理恵が監督、林祐己がキャラクターデザインおよび作画監督、ボンズがアニメーション制作をそれぞれ担当。川村および松本からテーマソングの依頼を受け、藤原が書き下ろして本曲を制作した。アニメーションのタイトルである『ベイビーアイラブユーだぜ』は歌詞の一部であるが、完成した楽曲を聴いたアニメ制作サイドが感銘を受け、このフレーズをタイトルに採用した。なお、アニメーション全編はYouTubeにて公開されている[12][注 2]。2020年12月5日に同アニメーションを元にフル楽曲に合わせて再構築されたMVが公開された。
14. 流れ星の正体
藤原が雑誌『B-PASS』で連載していたコーナー「Fujiki」が2017年1月に最終回を迎えるにあたり制作された楽曲[13][14]。藤原の弾き語りによるデモ音源（リリックビデオ）が、ワンコーラス分のみ2017年1月28日から1月30日までの期間限定でバンドのホームページで公開されていた[15]。それから2年以上の期間を置いた2019年4月12日[注 3]にはバンドの公式YouTubeチャンネルと公式Instagramにて藤原の弾き語りによる音源（それぞれ異なる映像）が2番まで公開された[16]。本作ではバンドアレンジとなっているほか、弾き語り音源にはない大サビが追加されている。
MVが制作され、2019年7月16日にYouTubeで公開された[注 4]。監督は「Aurora」のMVやツアー「BUMP OF CHICKEN TOUR 2019 aurora ark」の「Aurora」の演出映像を手がけた林響太朗が務めている[14]。
2020年には、旅行情報誌「じゃらん」が創刊30周年を記念して制作した特別フィルム「ここではないどこかで」[注 5]の主題歌として起用された。監督は川村元気、主演は成田凌、森七菜[17][18]。

- 通常盤には隠しジャケットが存在する。初回限定盤A・Bには隠しジャケットは存在しないが、付属DVDまたはBlu-rayに隠し映像が収録されている。

## タイアップ
アリア
TBS系 日曜劇場「仰げば尊し」主題歌
アンサー
TVアニメ「3月のライオン」第1シリーズオープニングテーマ
リボン
Galaxy CMソング
記念撮影
カップヌードルCM「HUNGRY DAYS」シリーズ タイアップソング
望遠のマーチ
ガンホー「妖怪ウォッチ ワールド」CMソング
シリウス
TVアニメ「重神機パンドーラ」オープニング主題歌
Spica
TVアニメ「重神機パンドーラ」エンディング主題歌
話がしたいよ
映画「億男」主題歌
Aurora
TBS系 日曜劇場「グッドワイフ」主題歌
月虹
TVアニメ「からくりサーカス」第1クールオープニング・テーマ/第3クールエンディング・テーマ
新世界
ロッテ創業70周年記念スペシャルアニメーション『ベイビーアイラブユーだぜ』テーマソング
流れ星の正体
じゃらん30周年特別記念フィルム「ここではないどこかで」主題歌

## チャートと売上
| チャート（2019年）              | 最高 順位 |
| ------------------------------- | --------- |
| Billboard Japan Hot Albums      | 1         |
| Billboard Japan Top Album Sales | 1         |
| Billboard Japan Download Albums | 1         |
| オリコン週間アルバムチャート    | 1         |

| チャート（2019年）              | 順位 |
| ------------------------------- | ---- |
| Billboard Japan Hot Albums      | 10   |
| Billboard Japan Download Albums | 13   |
| オリコン年間アルバムチャート    | 11   |
| チャート（2020年)               | 順位 |
| Billboard Japan Download Albums | 100  |

### 認定とセールス
| 国/地域                                             | 認定     | 認定/売上数                         |
| --------------------------------------------------- | -------- | ----------------------------------- |
| 日本 (RIAJ)                                         | プラチナ | 254,000（フィジカルCD) （オリコン） |
| 日本 (RIAJ)                                         | N/A      | 32,200（デジタル配信）（オリコン）  |
| * 認定のみに基づく売上数 ^ 認定のみに基づく出荷枚数 |          |                                     |

## ツアー
本作リリース後の2019年7月12日より、ツアー「BUMP OF CHICKEN TOUR 2019 aurora ark」が開催された。
最初にベルーナドーム・京セラドーム大阪・バンテリンドーム ナゴヤにてそれぞれ2日間公演を行う日程が発表され、のちに全国5都市のライブハウスでの公演と東京ドーム公演が日程に追加された。
なお、ドーム公演自体はバンドとしては2016年（ツアー「BUMP OF CHICKEN STADIUM TOUR 2016 "BFLY"」）以来の開催となったが、東京ドーム公演は5年ぶり（「WILLPOLIS 2014」のツアーファイナルとして2014年7月31日に開催して以来）となった。
ツアーのうち、11月4日の東京ドーム公演を中心に収録したライブ映像作品『BUMP OF CHICKEN TOUR 2019 aurora ark TOKYO DOME』が2020年11月4日に発売された。

## タイトルについて
藤原がアルバムのタイトルを決める際、直前に書いた曲が『Aurora』だったため漠然とオーロラに関連した言葉にしたいと思い、ネットで調べていると『オーロラアーク』という言葉を発見した。当初は『aurora ark（オーロラの箱舟）』だと勘違いしたが、その後よく調べると『aurora arc（オーロラの弧）』だということがわかった。しかしその言葉の響きや勘違いの内容も気に入ったため、アルバムタイトルを『aurora arc』、ツアータイトルを『aurora ark』とした。